# 印度洋東南海嶺

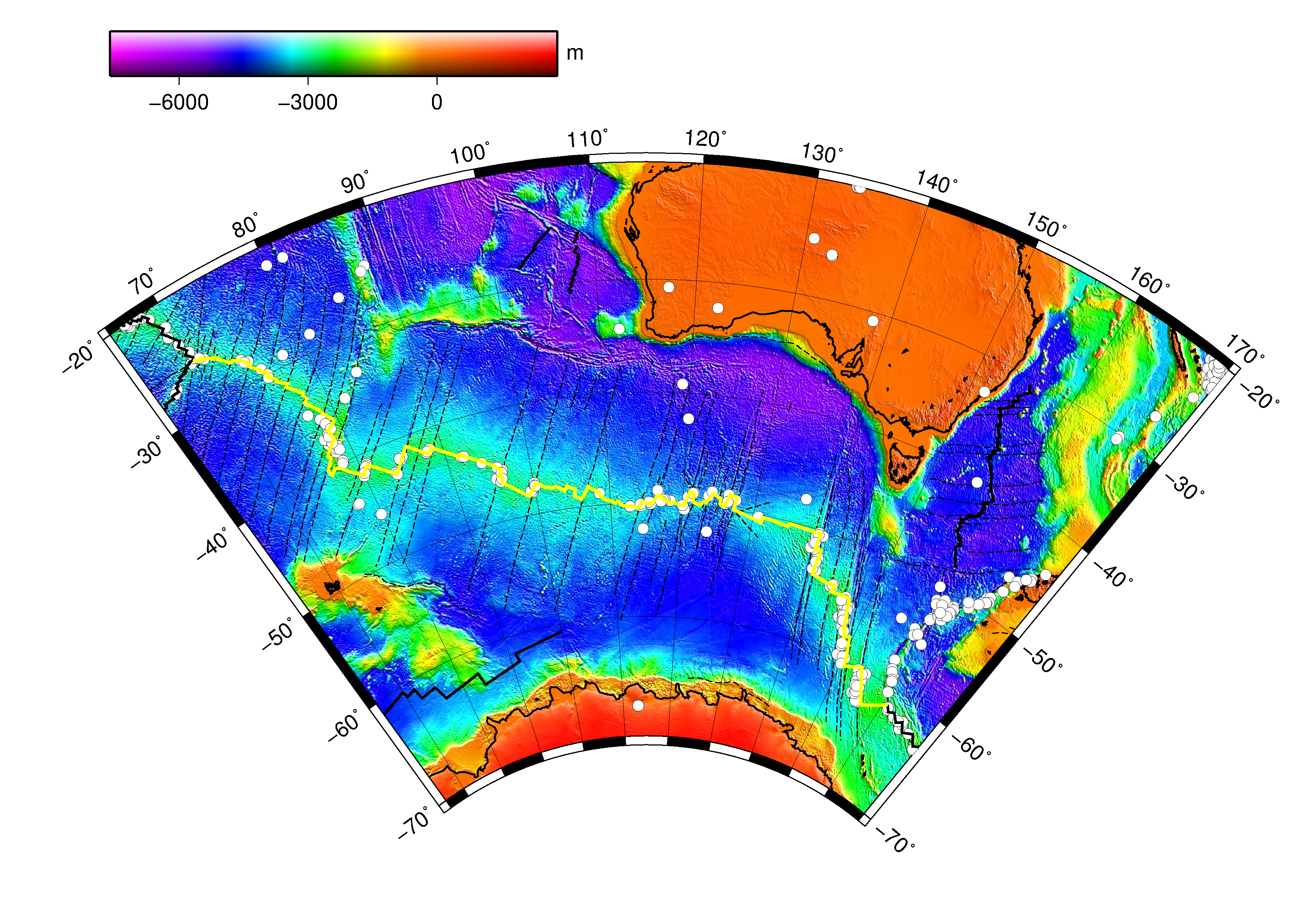
印度洋東南海嶺（黃線所示）

印度洋東南海嶺位於印度洋南部離散邊界的海床，把北面的印度-澳洲板塊和南面的南極洲板塊分開，從印度洋南部的羅德里格斯三向聯結構造(25°S 70°E / 25°S 70°E)經過澳大利亞以南的南冰洋，一直伸延至太平洋西南部的麥夸里三向聯結構造(63°S 165°E / 63°S 165°E)。自漸新世以來，印度洋東南海嶺形成了澳洲板塊和南極板塊之間的板塊邊界（異常13）。
印度洋東南海嶺是距凱爾蓋朗海台和阿姆斯特丹岛-聖保羅岛熱點最近的傳播中心。 印度洋東南海嶺的中間完全擴張速率為65 毫米/年（2.6 英寸/年），並且由於南極洲實際上是靜止的，這導致向北的山脊遷移速度為該速率的一半。 沿著印度洋東南海嶺的擴散速率從88°E附近的69 毫米/年（2.7 吋/年），到120°E附近的75 毫米/年（3.0 吋/年）不等。

## 地質學

### 阿姆斯特丹-聖保羅熱點
在過去的1百萬年前前，熱點活動產生了一個橫跨印度洋東南海嶺的150×200公里的高原。 由於多種原因，包括阿姆斯特丹岛和聖保羅島及其附近的成分與其他凱爾蓋朗熱點 (Kerguelen hotspot)材料不同，許多人認為阿姆斯特丹-聖保羅島熱點 (Amsterdam–St. Paul hotspot, ASP) 是獨立的。 阿姆斯特丹-聖保羅熱點高原面積達30,000 km2（12,000 sq mi），高出周圍海底500米（1,600英尺）。